# Khassonkés
Cet article concerne le peuple khassonké. Pour la langue khassonké, voir Khassonké.
 (janvier 2015).
Les Khassonkés sont un peuple mandingue de l'Afrique de l'Ouest, vivant principalement au Mali, dans la région de Kayes, dans les cercles de Bafoulabé et de Kayes – ancien territoire du Royaume du Khasso –, mais également en Mauritanie, au Sénégal et en Gambie.
Le  Khasso (pays des Khassonké) se trouve enclavé dans ceux des peuples Soninkés au Nord-Ouest, Bambaras au Nord-Est et Malinkés au Sud.

## Population
Selon le recensement de 1988 au Sénégal, les Khassonkés étaient 1 752, sur une population totale estimée à 6 773 417 habitants, soit 0,025 %.

## Histoire
Les Khassonkés sont issus du métissage des Malinkés et des Peuls. Ils font partie du groupe Mandingues.
Dans la culture khassonké, notamment la langue, les apports Soninkés, et Maures sont importants. Au XVIe siècle, des Peuls pasteurs originaires du Fouta Toro, de patronymes Diallo, s'installèrent dans les actuelles régions englobant le Diakhitéla et le Tomora. Ils avaient comme chef un nommé Diadié Kundabalo (voulant dire « qui n'est pas coiffé » ; sa chevelure n'était pas tressée, comme chez la plupart des hommes de l'époque). Cette région était peuplée pour l'essentiel de Malinkés. Les Peuls étaient soumis à l'autorité des Malinkés, de façon très dure. C'est ainsi que vers la fin du XVIe siècle, les Peuls se révoltèrent, avec Yamadou Hawa, descendant de Diadié Kundabalo, pour chef. Une bataille eut lieu à Toumbifara. Les Peuls victorieux échappèrent ainsi à l'autorité des Malinkés. Par la suite, ces Peuls et Malinkés se métissèrent ainsi qu'avec des éléments Soninkés et Maures, fondant ainsi la langue et le peuple khassonké.
Cependant, bien qu'ils parlent la même langue, ont les mêmes coutumes, habitent la même aire géographique et sont tous cultivateurs, certains Khassonkés revendiquent leur origine peule : c'est le cas des familles : Diallo, Sidibé, Diakité, tandis que d'autres revendiquent leur origine malinké, c'est le cas des familles : Sissoko, Konaté, Dembelé.
C'est la dynastie des Bambéra, créée par Diadié Kundabalo, qui fonda le Royaume du Khasso. Le fils de Yamadou Hawa, Sega Doua, fut le premier roi du Khasso. En 1800, à la suite des guerres fratricides entre les Bambéra, le royaume du Khasso éclata en 5 provinces, toutes gouvernées par un des membres de la dynastie Bambéra. Le Khasso, après les attaques des Bambaras du Kaarta, les razzias des Maures, les ravages de l'esclavage, les attaques du conquérant toucouleur El Hadj Oumar Tall, tomba sous la domination des colons français à la fin du XIXe siècle. Le mot Khassonké vient du mot Khasso (khassa au singulier), qui désigne en malinké la laine. Lorsque les Peuls dirigés par Diadié vinrent s'installer chez les Malinkés, ils portaient sur eux des boubous en laine (khasso). Ce nom est donc resté et a été donné à la région. Khassonké signifie « porteur de khasso ». Soninkés, Bambaras, Malinkés, Peuls, Maures, Toucouleurs et Wolofs cohabitent avec les Khassonkés.

## Organisation sociale
Les Khassonkés sont des agriculteurs sédentaires. Ils sont aujourd'hui tous musulmans, alors qu'auparavant ils vivaient selon la religion traditionnelle. On trouve chez les Khassonkés le système de castes suivant :
- Les nobles sont au sommet de la hiérarchie, on les nomme Horo. Ils représentent la royauté et le pouvoir territorial, ce sont les chefs de provinces qui ont sous leurs ordres les chefs des différents villages du canton.

- Les hommes de castes, nommé nyamakhalo, qui regroupent les forgerons (Noumo), les cordonniers (Garanké), le Fino, sorte de serviteur des castés, ils exécutent toutes leurs demandes. Puis les griots Djely, à la fois chanteurs, spécialistes de la généalogie des familles khassonkés, historiens, conteurs et musiciens. C'est chez le forgeron que l'on amène le jeune garçon khassonké pour la circoncision, tandis que c'est chez la femme du forgeron que l'on amenait les jeunes filles pour l'excision. Le forgeron est chargé d'accompagner la jeune femme dans son nouveau foyer le jour de son mariage. Les femmes Garanké sont chargées de tatouer les lèvres et les gencives de la jeune femme khassonké, signe de passage à l'âge adulte.

- Auparavant la caste des captifs appelés Dyon, prisonniers de guerre, ou capturés lors des luttes entre territoires ou tribus. Il arrivait parfois que des hommes ou femmes, poussés par leur extrême pauvreté se proposent d'être captifs, afin d'avoir l'assurance d'être nourris et logés. Puis les captifs nés dans la famille.

Tous les patronymes se retrouvent dans toutes les castes, à l'exception des kouyaté, qui sont généralement griots, des Kanté souvent forgerons.

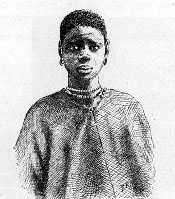
« Jeune fille khassonkaise » (1890)

Dans la famille traditionnelle Khassonké, l'aîné appelé Soma a toujours droit sur le cadet, c'est le patriarche qui est chargé des décisions les plus importantes, et fait souvent partie d'un conseil chargé du maintien de l'ordre, de la productivité, du village. Le chef de famille est appelé Lutigo. Les femmes jouent un rôle important, c'est à elles que revient l'éducation des enfants, les tâches du quotidien comme les travaux champêtres ; elles disposent toutes d'une parcelle de terre dont elles sont les maîtresses. Les femmes participent peu à la vie politique. Elles sont mariées généralement vers l'âge de 16 ans, les liens du mariage sont très importants pour elles. Une fois mariée le respect et l'obéissance au mari sont primordiaux, elle ne l'appellera jamais par son nom en public, mais par des exclamations, pour but d'avoir des enfants bénis selon leurs traditions. La culture de l'arachide, du gombo, du riz, du fonio, sont spécialement réservées aux femmes.

Les Khassonkés sont endogames, les mariages ont souvent lieu entre cousins et cousines de la même famille.
Les Khassonkés sont traditionnellement polygames, les épouses sont appelées Nalu. Le premier garçon de la famille est appelé Soma, le deuxième Tamba, ce sont des surnoms. Les garçons qui naissent ensuite n'ont pas de surnom. La première  fille Sira, deuxième Xoumba, troisième Finda, quatrième  Takhi, les filles qui suivent ne portent pas de surnom. Les filles ne peuvent être Soma. 
Aujourd'hui le système des castes ne régit plus autant que par le passé la vie des individus. Cependant chaque Khassonké revendiquera la caste dont il est originaire, ou celle de ses aïeuls. Le mariage inter-castes peut parfois générer des conflits. L'excision des filles ne se pratique presque plus de nos jours et il existe de nombreuses dispositions de lutte contre cette pratique.

## Culture

### Fêtes
La vie des Khassonkés est rythmée par les différentes fêtes de leur calendrier, dont les mariages, les baptêmes, la circoncision, les fêtes religieuses musulmanes, la tabaski, le ramadan, le maouloud.
Outre ces fêtes, on retrouve les cérémonies traditionnelles, celles de l'intronisation du chef des différentes castes ; le Mama Jombo, fête des fétiches ; le Solo, fête des offrandes aux esprits, aux lieux sacrés, la fête des confréries de chasseurs ; le Sisigo, fête du début de la saison des récoltes, le  Senefin nadu-o, celle de la fin de la saison des récoltes, les fêtes des offrandes aux ancêtres, où sont évoqués les personnages légendaires comme Soumaoro Kanté, empereur forgeron du royaume du Sosso, et Soundiata Keïta, fondateur de l'empire du Mali (tous deux sont d'origine Malinké), puis celle célébrant l'arrivée de la saison des pluies.

### Coiffure

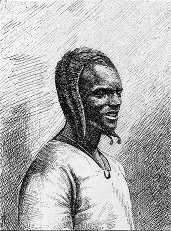
« Chef khassonkais »

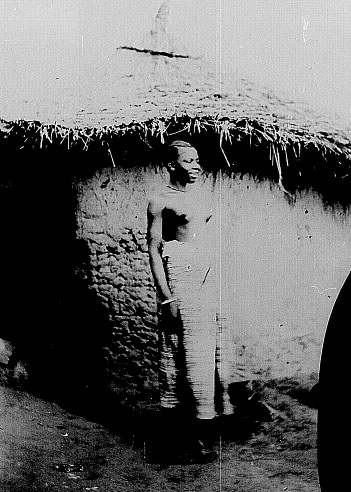
Jeune fille Khassonké (1882)

Chez les Khassonkés les coiffures sont très nombreuses et toutes ont une signification précise : 
- Diougouding-on, tresse faite aux fillettes âgées de 3 à 9 ans. Tonto, tresse faite aux filles âgées de 10 à 13 ans. Tamading-on est la tresse la plus populaire au Khasso, portée par les femmes durant le premier mois après la nuit de noces. Furuja Kun-on est la tresse faite aux femmes veuves, elle doivent la porter sur une période de 4 mois (le Furaja)  après le décès du mari, date à laquelle elle peut se remarier.

Ce sont les femmes des forgerons qui sont généralement chargées de coiffer les femmes. Pour les femmes il existe encore de nombreuses coiffures en fonction des noms claniques.
- Les coiffures masculines, celles réservées aux enfants et aux adolescents : Falijago, une bande de cheveux laissés du front à la nuque, Solima Turo, coiffure faite aux garçons avant leur initiation, le Bopa Lilo faite après l'initiation.
Les adultes soit se rasent le crâne, soit tressent leurs cheveux. Le kanté Lilo, coiffure des Kanté forgerons, consiste à tracer plusieurs bandes parallèles sur la tête.

### Scarifications
Les Khassonkés hommes et femmes se font des balafres sur le visage : le Tama Fara Woro, six balafres verticales de chaque côté du visage. Il en existe d'autres façons. Les femmes en plus des balafres se tatouent les lèvres et les gencives, il en existe plusieurs autres sortes dont le Foda soko, tatouage allant du front au bout du nez.

### Vêtements
Les Khassonkés s'habillent en boubou, les femmes portent le pagne en plus, les couvre-chefs masculins sont nombreux, et les femmes attachent un foulard sur la tête ou mettent un voile.

### Musique
Les instruments de musique traditionnels sont le dundunba (grand tambour cylindrique à deux peaux), le jingò (petit tambour cylindrique à deux peaux), le tantanwò (petit tambour), tamandinwo (tambour à aisselles), ainsi que des luths, des harpes et des sifflets de chasseurs.

## Langue
Leur langue, le khassonké, fait partie des langues mandingues et est très proche du Malinké de l’Ouest.

## Personnalités d'origine khassonké

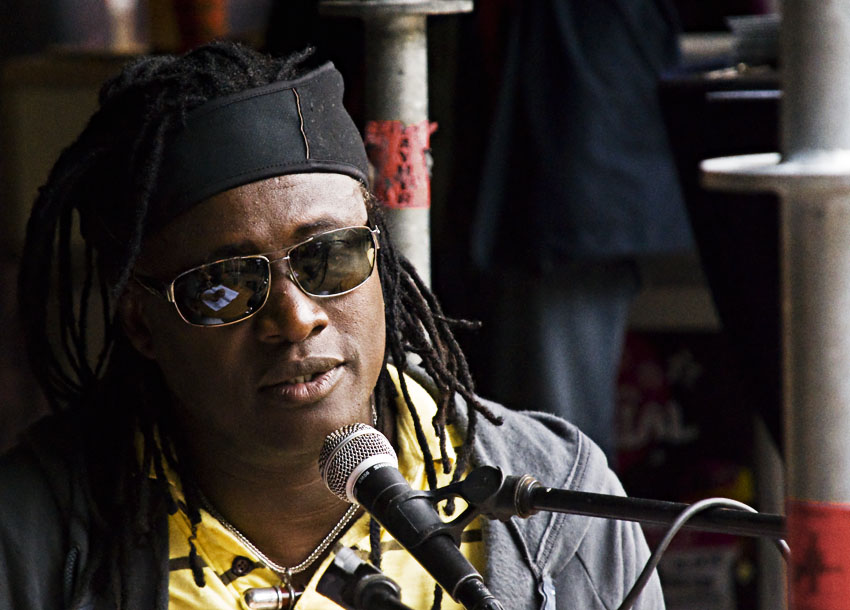
Habib Koité en concert (2008)

Parmi les personnalités d'origine khassonké  figurent :
- Sékéné Mody Cissoko, historien,
- Mamadou Konaté, homme politique du Soudan français,
- Moussa Konaté, écrivain et professeur de littérature.

Le chanteur et musicien malien Habib Koité est issu d'une lignée de griots khassonké. Khassonke est le titre d'un album de la chanteuse malienne Diaba Koïta

### Discographie
- (en) Khassonka Dunun: Traditional Music from Mali, Playasound, 1997 (CD)
- Diaba Koïta, Khassonke, Éditions Bolibana, 1997 (CD)
- Diaba Koïta, Diamadouassi, APPM, 2004 (CD)